# Rijau
Rijau est une zone de gouvernement local de l'État de Niger au Nigeria,.

## Source
- (en) Cet article est partiellement ou en totalité issu de l’article de Wikipédia en anglais intitulé « Rijau » (voir la liste des auteurs).